# Richard K. Gershon
Richard Keve „Dick“ Gershon (* 24. Dezember 1932 in New York City; † 11. Juli 1983 in New Haven, Connecticut) war ein US-amerikanischer Immunologe.

## Leben
Gershon erwarb 1954 einen Bachelor in Biologie am Harvard College und 1959 einen M.D. an der Yale University School of Medicine. Seine Dissertation trug den Titel Disturbances in the Gestation of the Rat Caused by Reserpine and Attempts at Compensatory Hormono-Therapy. Als Student hatte er bereits einen Forschungsaufenthalt er an der Universität von Paris und als Postdoktorand arbeitete er bei Fred Prince an einem Viren- und Rickettsien-Forschungslabor in Japan. Zurück an der Yale University war Gershon Assistent in der Pathologie bei Averill Abraham Liebow und Harry S. N. Greene, bevor er 1964 Dozent, 1966 Assistant Professor, 1970 Associate Professor und 1976 ordentlicher Professor für Pathologie und Leiter der Abteilung für Immunologie wurde. Zwischenzeitlich war er 1967/1968 Gastprofessor am Chester Beatty Research Institute in London. 1977 wurde Gershon zusätzlich Direktor des Instituts für zelluläre Immunologie des Howard Hughes Medical Institute in Yale und 1978 erhielt er zusätzlich eine Professur für Biologie an der Yale University.
Gershon war verheiratet und hatte eine Tochter. Er starb an Lungenkrebs.

## Wirken
1970 entdeckten Richard Gershon und Kazunari Kondo, dass bestimmte Lymphozyten aus dem Thymus (T-Zellen) in der Lage sind, eine Immunantwort zu unterdrücken und nannten diese Population der T-Lymphozyten Suppressor-T-Zellen. Darüber hinaus konnte Gershon zeigen, dass diese Suppressor-T-Zellen für das Phänomen der erworbenen Immuntoleranz verantwortlich sind. Gershon entdeckte die Feedback-Hemmung der Immunantwort, konnte die Rolle der Suppressor-T-Zelle für die humorale und zelluläre Immunität aufzeigen, analysierte die Feedbackmechanismen von Induktor-T-Zellen und Effektor-T-Zellen und klärte die Bedeutung der VH- und MHC-Gene für ihre Regulation auf. Jüngste Arbeiten befassten sich mit Kontrasuppressor-T-Zellen, die unter bestimmten Bedingungen die Suppressor-T-Zellen hemmen.

## Auszeichnungen (Auswahl)
- 1980 Mitglied der National Academy of Sciences
- 1983 Gairdner Foundation International Award[2]
- 1983 William B. Coley Award[3]

Die Yale University führt seit 1987 regelmäßig Seminare Gershon zu Ehren durch, die Gershon Memorial Seminars, zuletzt als Gershon Memorial Lectures.